# Hugo von Preen
Hugo von Preen (* 25. Mai 1854 in Osternberg bei Braunau [heute Ortsteil von Braunau]; † 24. Februar 1941 ebenda) war ein österreichischer Maler und Heimatforscher.

## Leben und Werk

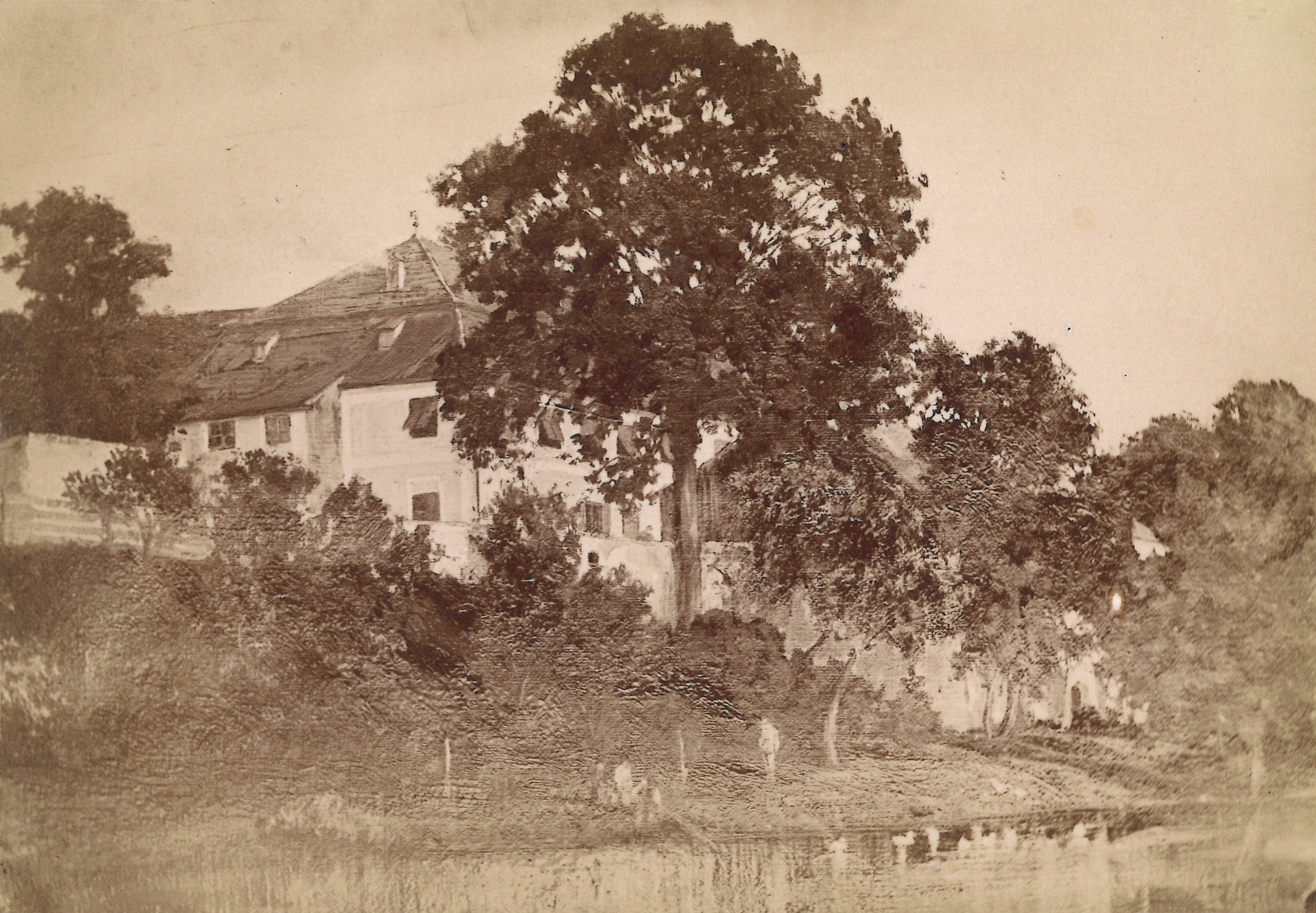
Gut Osternberg, der Wohnsitz Preens (1972 abgebrochen)

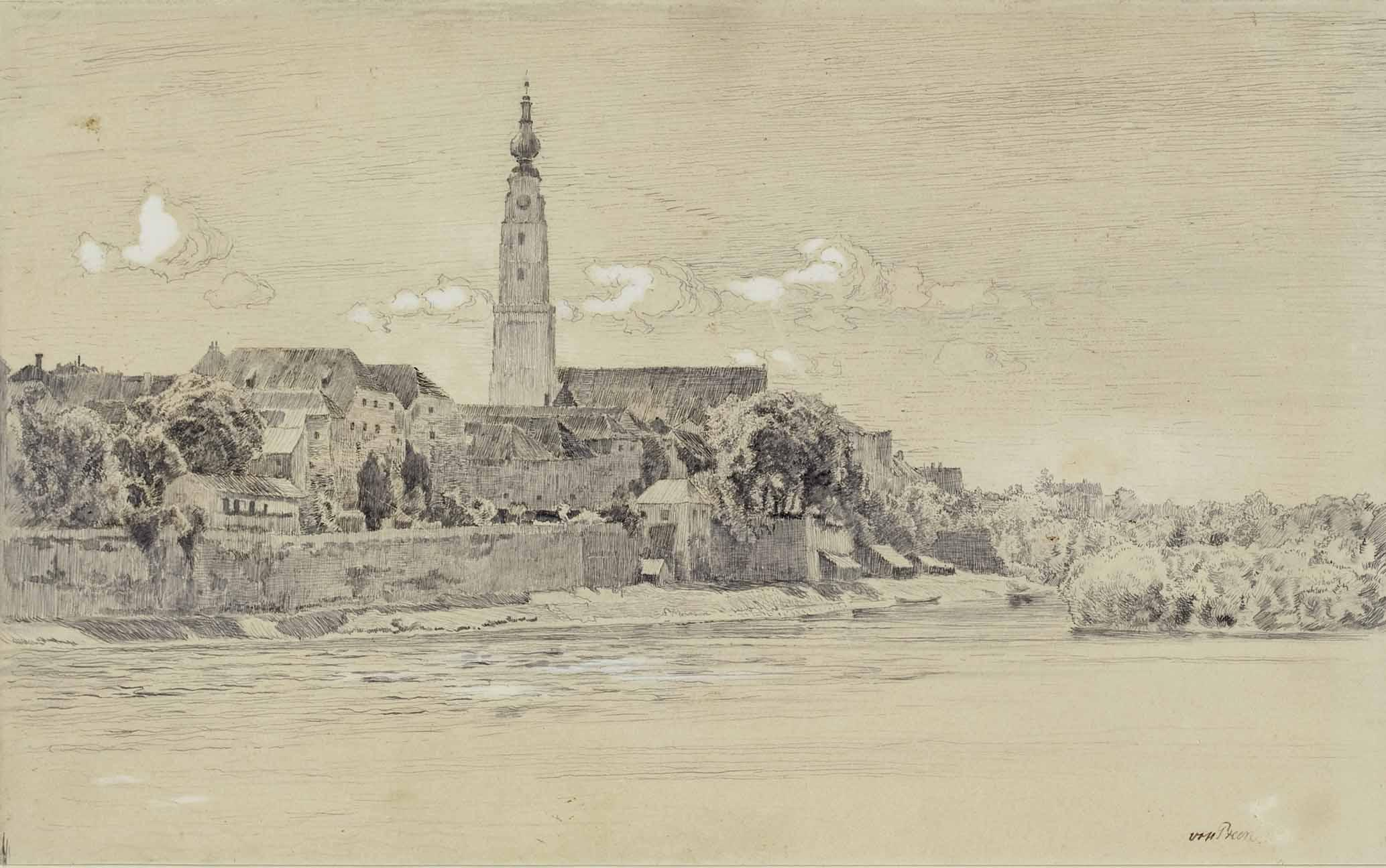
Pfarrkirche von Braunau mit Häusern am Inn, Bleistift/Feder, weiß gehöht auf Papier, spätestens 1941

Hugo von Preen wurde 1854 in Osternberg bei Braunau als Sohn eines Offiziers geboren. Die Familie stammte aus Mecklenburg. Kindheit und Jugend verbrachte er in Weinheim (Baden-Württemberg). Ab 1873 studierte er an der Akademie der bildenden Künste München Malerei und ab 1882 lebte und arbeitete er in Osternberg als freischaffender Maler. 1884 war er Mitbegründer der Osternberger Künstlerkolonie, die bis zur Jahrhundertwende bestand und die damalige Münchner Malerei entscheidend beeinflusste. 1923 etablierte er gemeinsam mit Aloys Wach und Louis Hofbauer die Innviertler Künstlergilde und wurde deren Vorsitzender bzw. 1931 Ehrenvorsitzender. Im selben Jahr stieß Wilhelm Dachauer zur Gruppe.
Von Preen war hauptsächlich Landschaftsmaler, beschäftigte sich jedoch auch mit Porträts, Tier- und Jagdbildern. Er bevorzugte das kleine Format und gestaltete mehrere Serien von Postkarten.

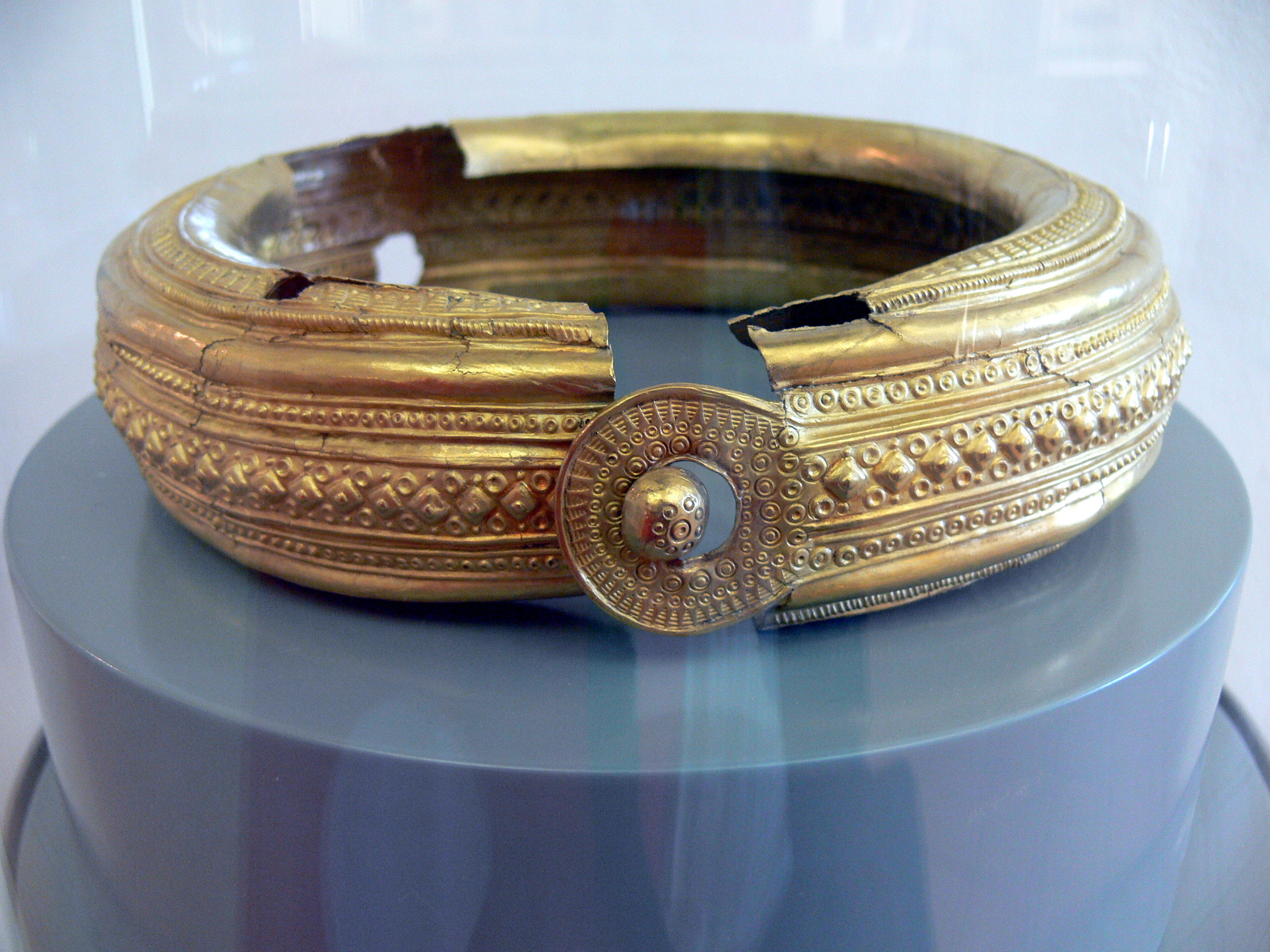
Der hallstattzeitliche Halsreif im Linzer Schlossmuseum

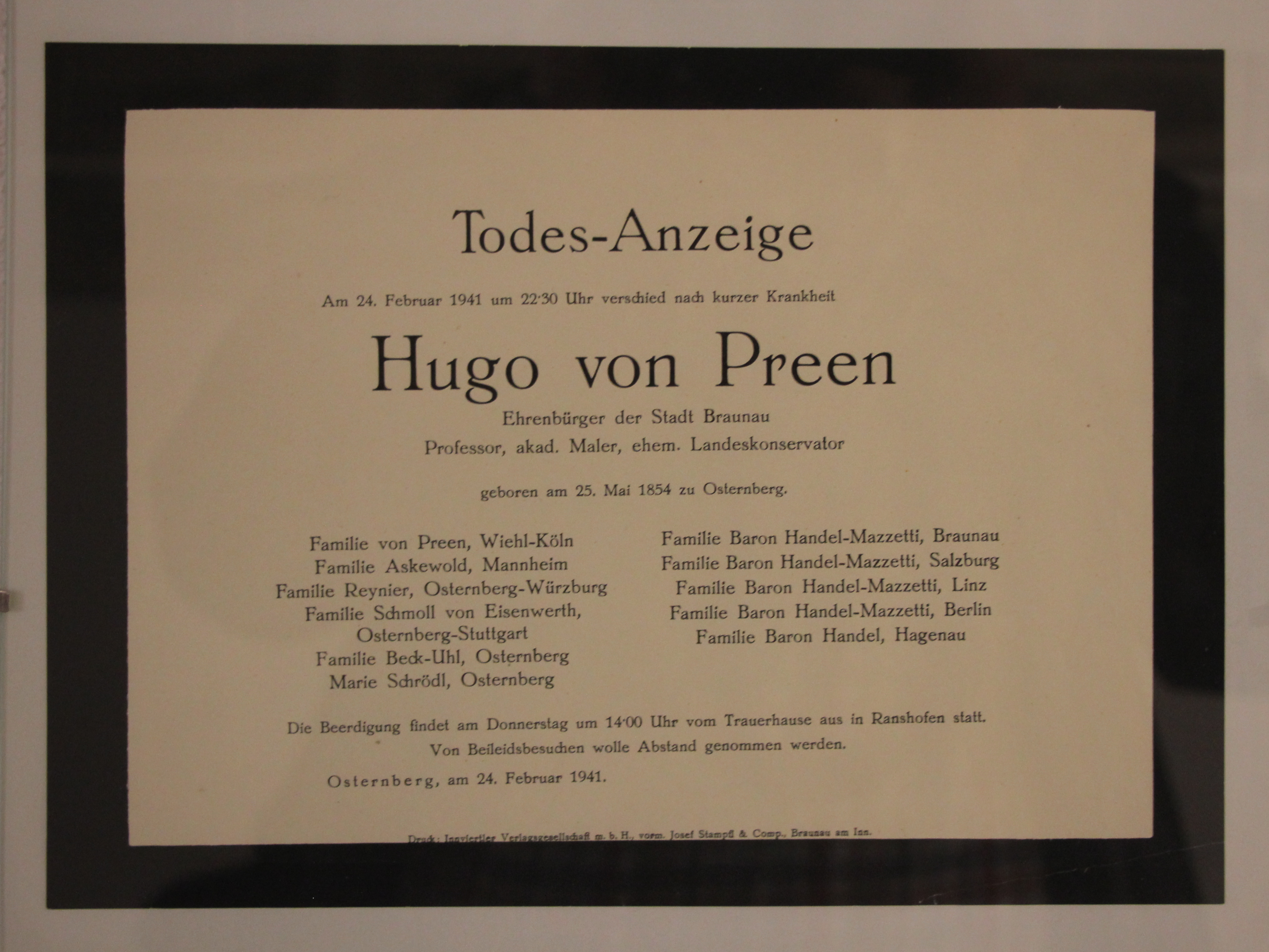
Todesanzeige in Braunau 1941

Bekannt wurde er auch als Ausgräber und Heimatforscher. In Uttendorf entdeckten seine Mitarbeiter etwa 1884/85 einen hallstattzeitlichen Goldhalsreif und in Ranshofen untersuchte er eine karolingische Pfalz. Die meisten Forschungsergebnisse veröffentlichte er selber. Sein besonderes Augenmerk galt dem Volksleben im Innviertel. Im Braunauer Glockengießerhaus richtete er 1916/17 die Nachbildung eines Innviertler Bauernhauses ein. Diese Präsentation ist bis heute unverändert zu sehen. Seine archäologischen Funde sind in den Oberösterreichischen Landesmuseen ausgestellt.